# Sciara flavoscutellata
Sciara flavoscutellata är en tvåvingeart som beskrevs av Edwards 1914. Sciara flavoscutellata ingår i släktet Sciara och familjen sorgmyggor.
Artens utbredningsområde är Kenya. Inga underarter finns listade i Catalogue of Life.